# بنجامین گیرث
بنجامین گیرث (انگلیسی: Benjamin Girth؛ زادهٔ ۳۱ ژانویهٔ ۱۹۹۲) بازیکن فوتبال اهل آلمان است.
از باشگاه‌هایی که در آن بازی کرده‌است می‌توان به باشگاه فوتبال لایپزیگ اشاره کرد.